# Air21
Air21 Airlines è stata una compagnia aerea di breve durata con sede a Fresno, in California. Fu fondata nel gennaio 1994 dal pilota David Miller e da David J. VanderLugt, e presieduta da Mark Morro. I voli debuttarono nel dicembre dell'anno successivo. La rete univa Fresno a Las Vegas, Colorado Springs, Grand Junction, Salt Lake City e Los Angeles, La società utilizzò cinque bireattori Fokker F28 "Fellowship" con cabina allestita per 64 passeggeri. Le attività furono interrotte all'inizio del 1997 anche a seguito delle critiche rivolte ai vettori low-cost dopo un recente incidente mortale accaduto a ValuJet.